# Quars blau
El quars blau és una varietat de quars de color blau. Aquest color pot ser causat pel color dels minerals inclosos, normalment degut a inclusions de magnesioriebeckita fibrosa o de crocidolita, o per la dispersió de Rayleigh de la llum en inclusions microscòpiques. El color pot variar del gris al blau profund. Generalment la seva diafanitat és opaca, i poden arribar a ser translúcids. El terme de vegades també s'utilitza per a la quarsita massiva amb inclusions de minerals blaus.
El quars que inclou magnesioriebeckita es troba habitualment en roques metamòrfiques. Altres quarsos blaus amb inclusions de turmalina blava s'han trobat en els cristalls de les roques ígnies i pegmatites. Els grans de quars blau es troben ocasionalment com a component de les roques ígnies.
Els jaciments de quars blau es troben àmpliament distribuïts pels Estats Units, tot i que també se'n pot trobar a Austràlia, Àustria, Brasil, Canadà, Colòmbia, Congo, Itàlia, Rússia, Espanya, Suècia, Suïssa, Antilles Franceses, Tanzània i Regne Unit.